# Brabantse Wal

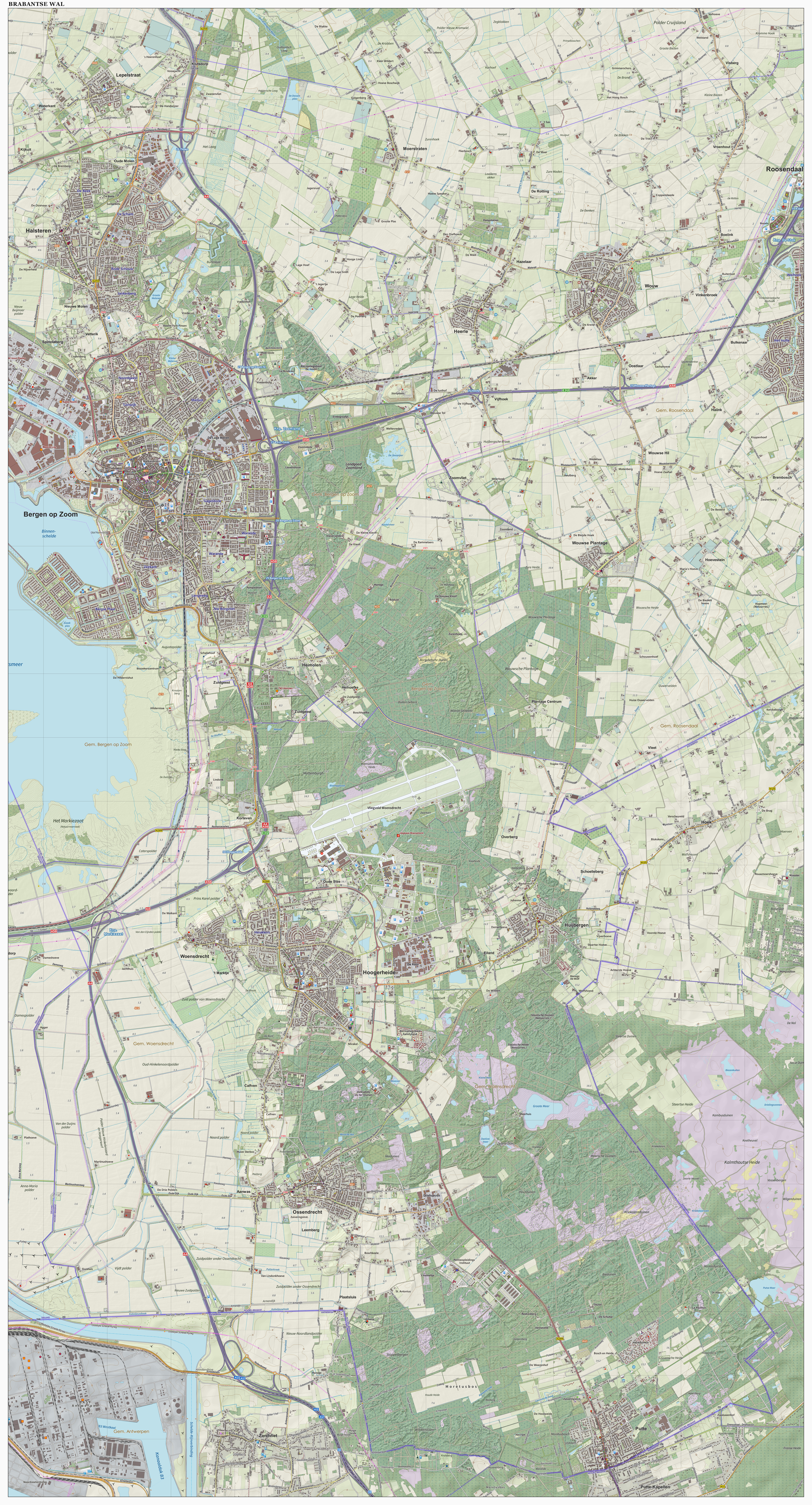
Topografische kaart van de Brabantse Wal, situatie per december 2015

De Brabantse Wal, ook wel aangeduid als Zoom, is een opvallende verhoging in het landschap in het zuidwesten van de Nederlandse provincie Noord-Brabant, op de grens met Zeeland en de Belgische provincie Antwerpen.
De Brabantse Wal ligt in de gemeenten Woensdrecht, Bergen op Zoom en Steenbergen. De oostelijke begrenzing ligt voor een deel ook in de gemeente Roosendaal. De wal is aangemerkt als aardkundig waardevol gebied en grote delen ervan zijn beschermd vanwege natuur- en cultuurhistorische waarden.
De Brabantse wal is geen stuwwal.

## Steilrand
Het meest opvallend in het landschap van de Brabantse Wal is de steilrand, een abrupte overgang van de hoger gelegen zandgronden naar de lager gelegen zeekleipolders. Deze slingert van Ossendrecht langs Hoogerheide, Woensdrecht, Heimolen, Bergen op Zoom en Halsteren. De steilrand, ook wel hoge rand en zoom genoemd, is waarschijnlijk ontstaan door erosie door de rivier de Schelde en door de zee. Hij bereikt hoogten van ongeveer 20 meter boven NAP. Bergen op Zoom, Halsteren, Woensdrecht en Ossendrecht ontstonden waarschijnlijk mede doordat de ligging op de steilrand tegelijkertijd een veilige haven bood tegen overstromingen en directe toegang gaf tot de vruchtbare zeekleigronden. De middeleeuwse binnenstad van Bergen op Zoom ligt direct op de 'heuvels' van de Brabantse Wal, wat goed te zien is in de hoogteverschillen in de straten van de binnenstad, bijvoorbeeld in de Hoogstraat en de Potterstraat. Het westelijke deel van de binnenstad, de Kaai, ligt op zeekleigronden.
De hogere zandgronden zijn vooral bebouwd en met bos en hei bedekt. Het hoogste punt op de Brabantse Wal is de Hoogenberg bij Putte (+39,1 m NAP). De lager gelegen kleigronden zijn vooral in gebruik voor de landbouw. Ook liggen er kreekresten. Het laagste punt is het Steenbergsch Oudland (-1,5 m NAP).
Ten oosten van de Brabantse Wal ligt het Grenspark De Kalmthoutse Heide. Het is een grensoverschrijdend nationaal park van ongeveer 37,5 km² met vennen, stuifzanden, heidevelden, landduinen en uitgestrekte bossen, dat deels in Noord-Brabant ligt, en deels in de provincie Antwerpen.

## Panorama

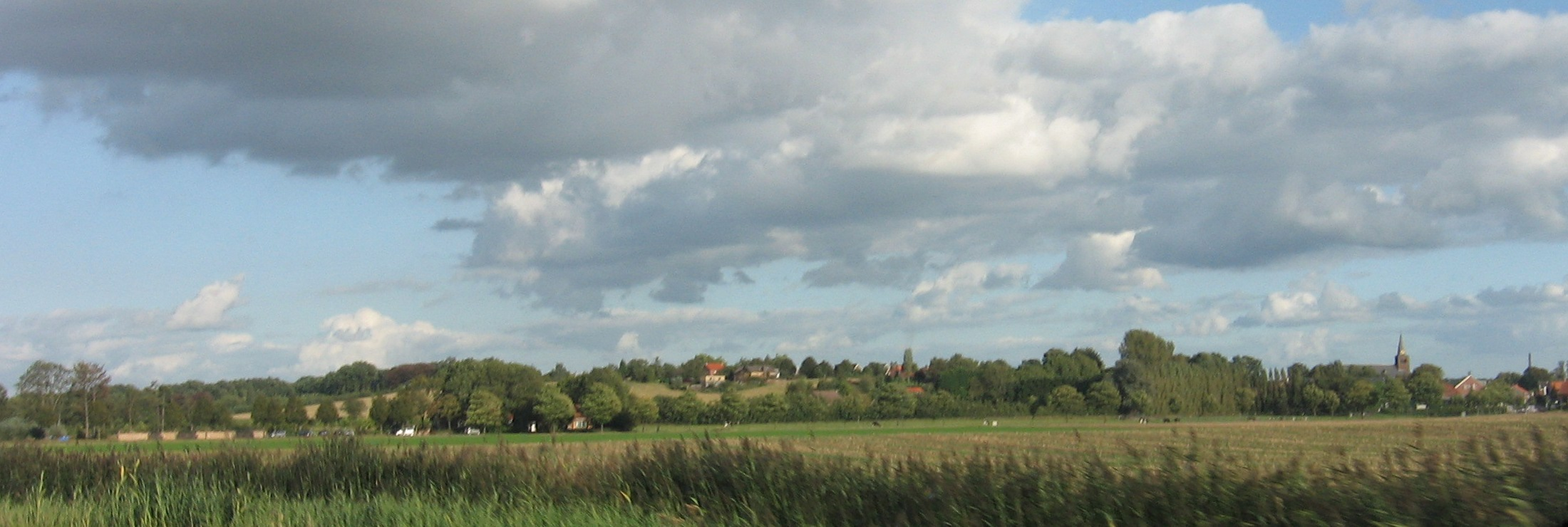
De Brabantse Wal bij Woensdrecht (Rijzendeweg), gezien vanaf de A58